# Tramway des Mines du Zaccar
| Ankunft eines Zuges in Miliana |                     |                           |                           |
| Garatt-Lokomotive |                     |                           |                           |
| Streckenlänge: | 9 km                |                           |                           |
| Spurweite: | 750 mm (Schmalspur) |                           |                           |
| |                     |                           |                           |
| \| \| 0 \| Miliana-Margueritte (PLM) \| Miliana-Margueritte (PLM) \| \| \| 3 \| Righa \| Righa \| \| \| 5 \| l'Oued Azif \| l'Oued Azif \| \| \| 7 \| le Petit Drapeau[1] \| le Petit Drapeau[1] \| \| \| 8 \| Oued Anasseur[2] \| Oued Anasseur[2] \| \| \| 9 \| Miliana \| Miliana \| |                     |                           |                           |
| Kopfbahnhof Streckenanfang (Strecke außer Betrieb) | 0                   | Miliana-Margueritte (PLM) | Miliana-Margueritte (PLM) |
| Bahnhof (Strecke außer Betrieb) | 3                   | Righa                     | Righa                     |
| Bahnhof (Strecke außer Betrieb) | 5                   | l'Oued Azif               | l'Oued Azif               |
| Bahnhof (Strecke außer Betrieb) | 7                   | le Petit Drapeau          | le Petit Drapeau          |
| Bahnhof (Strecke außer Betrieb) | 8                   | Oued Anasseur             | Oued Anasseur             |
| Kopfbahnhof Streckenende (Strecke außer Betrieb) | 9                   | Miliana                   | Miliana                   |

Die Tramway des Mines du Zaccar oder Tramway de Miliana–Margueritte war eine neun Kilometer lange, dampf- und dieselbetriebene Schmalspurbahn vom PLM-Bahnhof Miliana-Margueritte zu den Eisenerzbergwerken am Mont Zaccar in Miliana, Algerien. Sie hatte eine Spurweite von 750 mm.

## Vorgeschichte und Gründung
Am 16. September 1874 vergab der Gouverneur eine 17 Jahre gültige Generalkonzession für die Abbaurechte an die Herren Dupin und Allemand. Die Bergwerke förderten und lieferten in dieser Zeit einen Teil des hochwertigen Eisenerzes für den 1887 bis 1889 errichteten  Eiffelturm an die Schmiedewerkstätten Fould-Dupont in Pompey bei Nancy. Am 5. März 1888 erhielten die Gebrüder Giraud, zwei Banquiers aus Oran, eine Verlängerung dieser Konzession bis zum 1. Juli 1906.
Am 22. März 1904 wurde in Paris die Aktiengesellschaft mit dem Namen Société des Mines du Zaccar gegründet. Zweck der Gesellschaft war die Ausbeutung der Mineralvorkommen und der Bau und Betrieb aller für den Transport der Erze und Metalle erforderlichen Eisenbahnen für eine Dauer von 60 Jahren.

## Betrieb

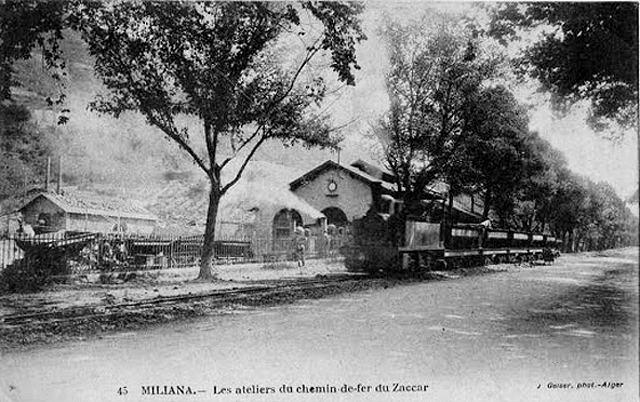
Bahnbetriebswerk

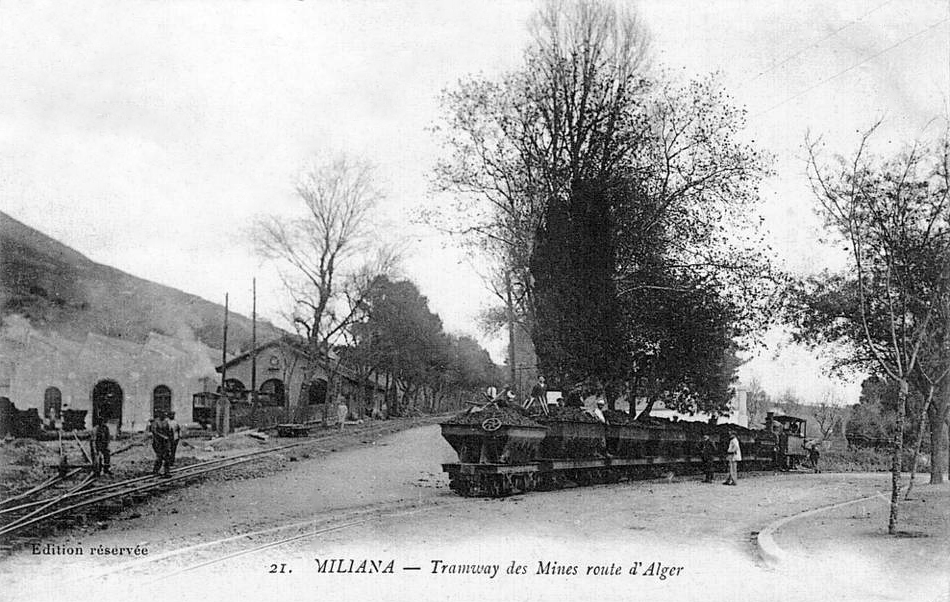
Schienenverkehr

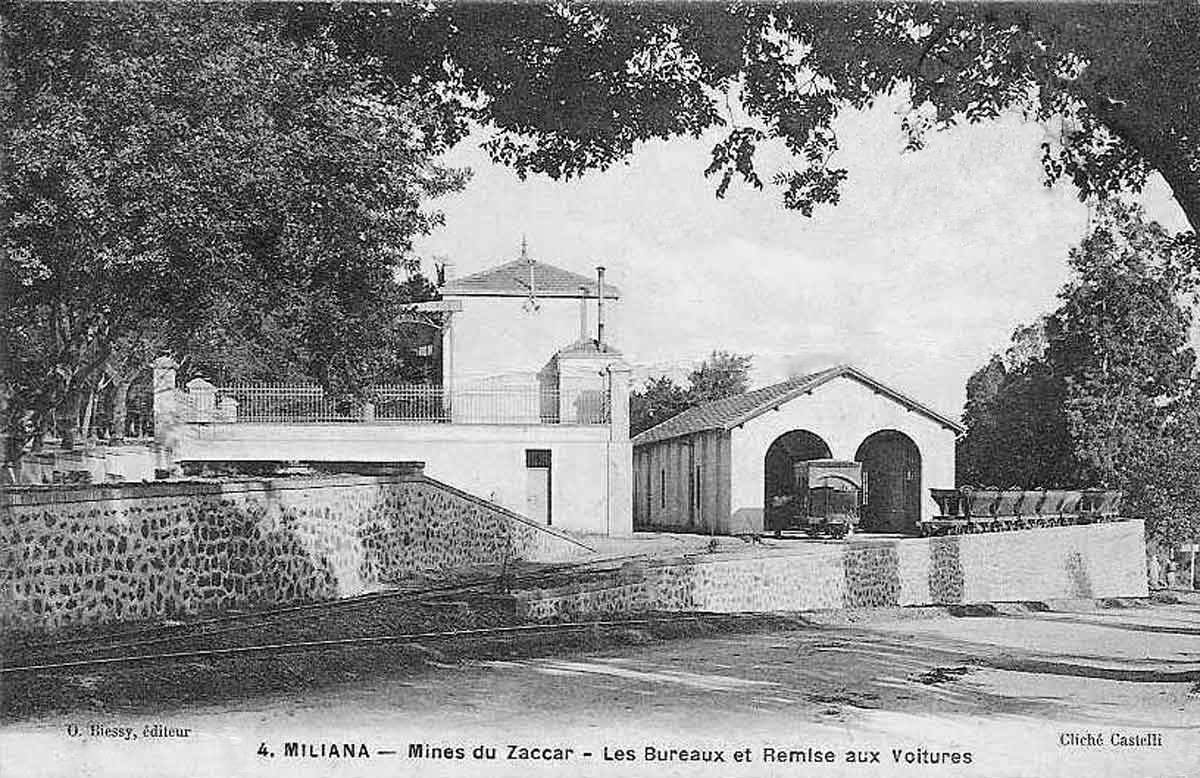
Büro und Remise

Der Betrieb wurde am 7. Oktober 1904 mit einer Förderung von anfänglich durchschnittlich 300 Tonnen Eisenerz pro Tag aufgenommen. Die Produktion betrug im Jahr 1905 bereits 87.879 Tonnen. Die Bahnstrecke wurde am 18. September 1908 zur öffentlichen Nutzung freigegeben und ab dem 14. Oktober 1909 öffentlich genutzt. Das Transportvolumen stieg bis 1912 auf einen Höchstwert von 227.000 Tonnen pro Jahr. Im Jahr 1927 wurden als Rekord sogar 293.870 t abgebaut.
Die Dampflokomotive Jeanne konnte sechs große, trichterförmige eiserne Wagen ziehen, die mit Erz gefüllt waren. Diese Wagen hatten einen beweglichen Boden und transportierten jeweils 5 bis 10 Tonnen. Die Societe Anonyme des Mines du Zaccar nahm 1912 eine der ersten B-B-Garratt-Lokomotiven in Betrieb. Am 4. August 1926 wurde ein Dekret erlassen, wonach die am 24. Dezember 1925 durch den Präfekten von Algier vorgenommene Rekonzessionierung und Änderung der Betriebsbedingungen der Feldbahn von Miliana nach Margueritte genehmigt wurde.
In dem Untertage-Bergwerk waren bis zu 2000 Arbeiter beschäftigt, oder etwa jeder vierte Arbeiter der Stadt Miliana. Das Bergwerk und seine Eisenbahn wurden am 31. Dezember 1975 außer Betrieb genommen.

## Schienenfahrzeuge

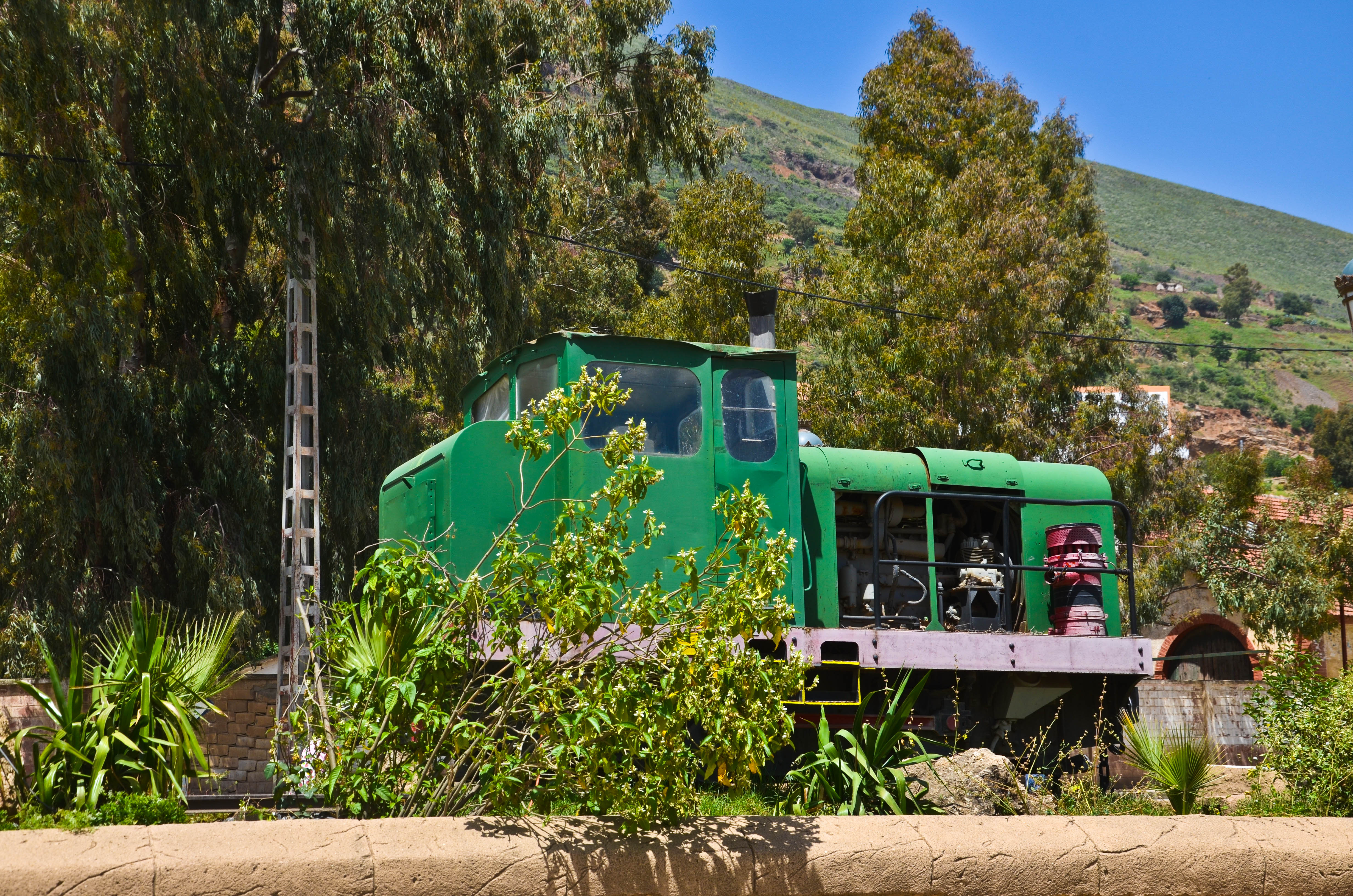
Alte Diesellokomotive in Miliana

| Nr.   | Name           | Hersteller                                       | Werks-Nr.      | Baujahr | Achsfolge nach Whyte und Antrieb                                   |
| ----- | -------------- | ------------------------------------------------ | -------------- | ------- | ------------------------------------------------------------------ |
| 1     | Miliana        | Saint-Léonard                                    | N° 1379        | 1903    | 0-4-0T Dampflokomotive                                             |
| 2     | Château-Ronsin | Saint-Léonard                                    | N° 1380        | 1903    | 0-4-0T Dampflokomotive                                             |
| 3     | Jeanne         | Saint-Léonard                                    | N° 1430        | 1904    | 0-4-0T Dampflokomotive                                             |
| 4     | Zaccar         | Saint-Léonard                                    | N° 1510        | 1910    | 0-4-0T Dampflokomotive                                             |
| 5     | Marguerite     | Saint-Léonard                                    | N° 1781        | 1912    | 0-4-0+0-4-0T Garratt-Dampflokomotive                               |
| 6     |                | Kerr, Stuart and Company                         | N° 3121        | 1918    | 0-4-0T Dampflokomotive                                             |
| 7     |                | Kerr, Stuart and Company                         | N° 3122        | 1918    | 0-4-0T Dampflokomotive                                             |
| 8     | Adélie         | Forges Usines et Fonderies du Haine-Saint-Pierre | N° 1752        | 1936    | 0-4-0+0-4-0T Garratt-Dampflokomotive                               |
| 9     | Pierre-Noire   | Forges Usines et Fonderies du Haine-Saint-Pierre | N° 1783        | 1937    | 0-4-0+0-4-0T Garratt-Dampflokomotive                               |
| 130-1 |                | Gmeinder                                         | N° 4040        | 1943    | Diesellokomotive                                                   |
| 130-2 |                | Gmeinder                                         |                | 1943    | Diesellokomotive                                                   |
| 130-3 |                | Gmeinder                                         |                | 1943    | Diesellokomotive                                                   |
| 200-1 |                | CFD-Werkstätten in Montmirail                    | N° CFD C 106 A | 1949    | Umbau einer 0-4-0T Dampflok mit 180 PS starken Willème-Dieselmotor |
| 200-2 |                | CFD-Werkstätten in Montmirail                    | N° CFD C 106 B | 1949    | Umbau einer 0-4-0T Dampflok mit 180 PS starken Willème-Dieselmotor |
| 200-3 |                | CFD-Werkstätten in Montmirail                    | N° CFD C 106 C | 1949    | Umbau einer 0-4-0T Dampflok mit 180 PS starken Willème-Dieselmotor |
| 250-4 |                | CFD-Werkstätten in Montmirail                    | N° CFD C 125   | 1952    |                                                                    |
| 250-5 |                | CFD-Werkstätten in Montmirail                    | N° CFD C 180   | 1953    |                                                                    |
| 250-6 |                | CFD-Werkstätten in Montmirail                    | N° CFD C 870   | 1961    | Umbau einer 0-4-0 Dampflok mit einem 300 PS starken Poyaud-Motor   |